# D’Yrsan
Raymond Siran, Cyclecars D’Yrsan war ein französischer Hersteller von Automobilen.

## Unternehmensgeschichte
Raymond Siran de Cavanac, der zuvor bei Sandford tätig war, gründete 1923 das Unternehmen in Asnières-sur-Seine und begann mit der Produktion von Automobilen. Der Markenname lautete D’Yrsan. 1930 endete die Produktion.

## Fahrzeuge

### Dreirad

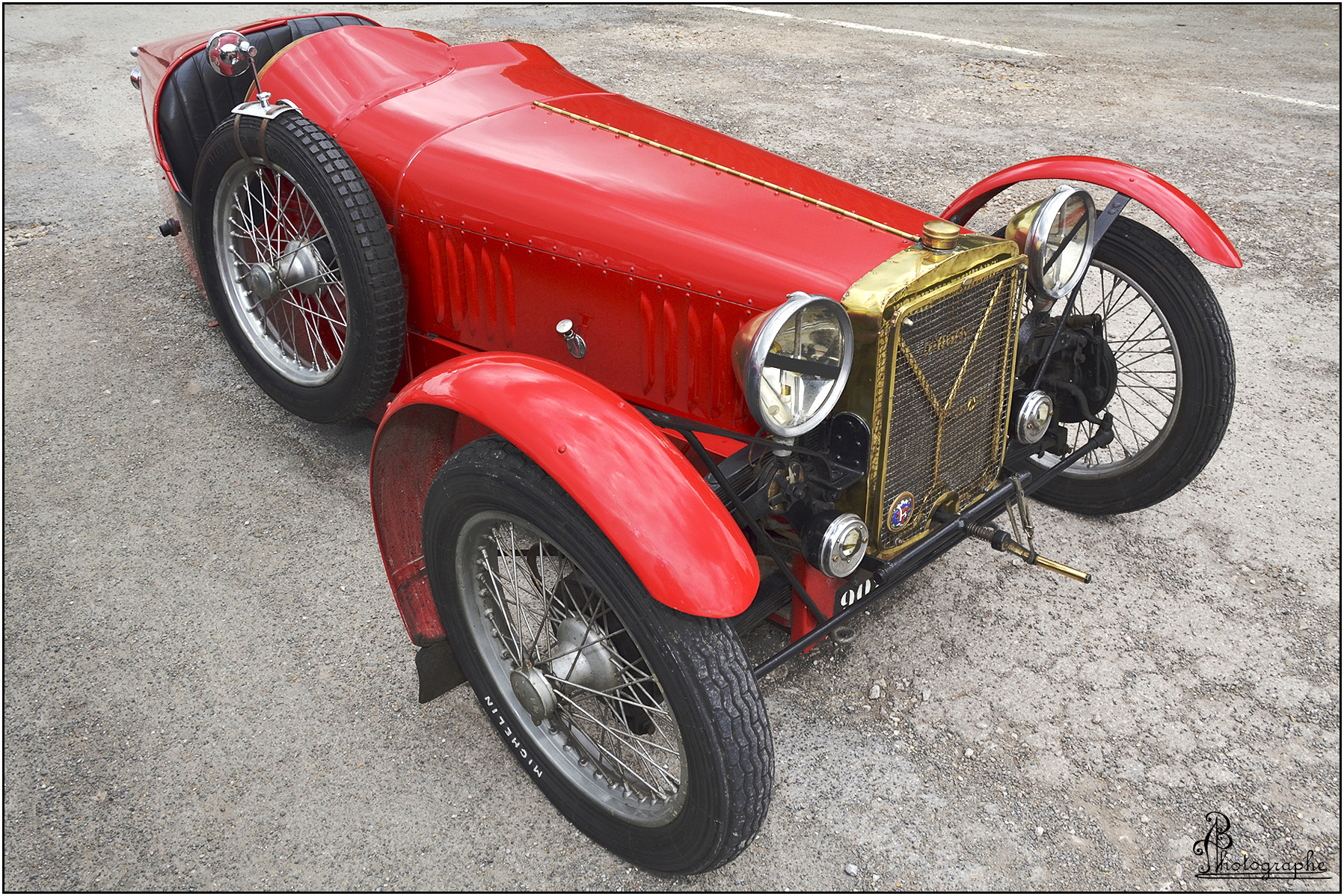
D’Yrsan 6 HP Type T (1928)

Anfangs wurden Dreiräder produziert, bei denen sich das einzelne Rad hinten befand. Diese Fahrzeuge ähnelten den Dreirädern von Morgan. Für den Antrieb sorgte ein Vierzylindermotor von Ruby mit zunächst 904 cm³ Hubraum mit 55 mm Bohrung bei 95 mm Hub im Modell A, ab 1926 im Modell BS mit 972 cm³ Hubraum. Die Räder hatten eine Größe von 700 × 80 beziehungsweise von 710 × 90. Die Höchstgeschwindigkeit lag bei 85 km/h. Später erschien noch das Modell DS mit 1097 cm³ Hubraum und 35 PS Leistung. Einige Motoren wurden zur Leistungssteigerung mit Cozette-Kompressoren ausgestattet. Insgesamt entstanden 530 Dreiräder, die meisten davon der BS.

### Vierrad
1927 erschien zusätzlich ein Modell mit vier Rädern, das ebenfalls mit einem Einbaumotor von Ruby ausgestattet war. Davon wurden 50 Exemplare gefertigt.